# Johann P. Bardou
Johann P. Bardou – malarz posługujący się na ogół techniką pastelową, rzadziej olejną. Malował głównie portrety.
Urodził się w Berlinie Studiował od roku 1756 w berlińskiej Akademii Sztuki u Blaise Nicolasa Le Sueura, dyrektora uczelni. 
W roku 1775 wyjechał do Warszawy, gdzie pracował w latach ok. 1775–1780. Był prawdopodobnie nadwornym malarzem króla Stanisława Augusta. Potem wyjechał do St. Petersburga. Po roku 1789 nie wiadomo, jakie były jego dalsze losy.  
Wiele wykonanych przez niego portretów zachowało się jedynie w postaci reprodukcji miedziorytniczej. W 2013 Muzeum Historyczne m.st. Warszawy nabyło w Anglii portrety członków rodziny warszawskiego bankiera Piotra Fergussona-Teppera i jego żony, Marii Filipiny Tepper z d. Valentin d’Hauterive, autorstwa Johanna P. Bardou. Obrazy te były prezentowane na okolicznościowej wystawie „Portrety rodziny Fergussonów-Tepperów” w Muzeum Woli od 4 grudnia 2013 do 31 stycznia 2014. 
Johann P. Bardou był wielokrotnie mylony z berlińskim malarzem Paulem Josephem Bardou (1745–1814) z powodu tego samego nazwiska. Już w roku 1806 Johann Heinrich Füssli pomylił obu portrecistów. 

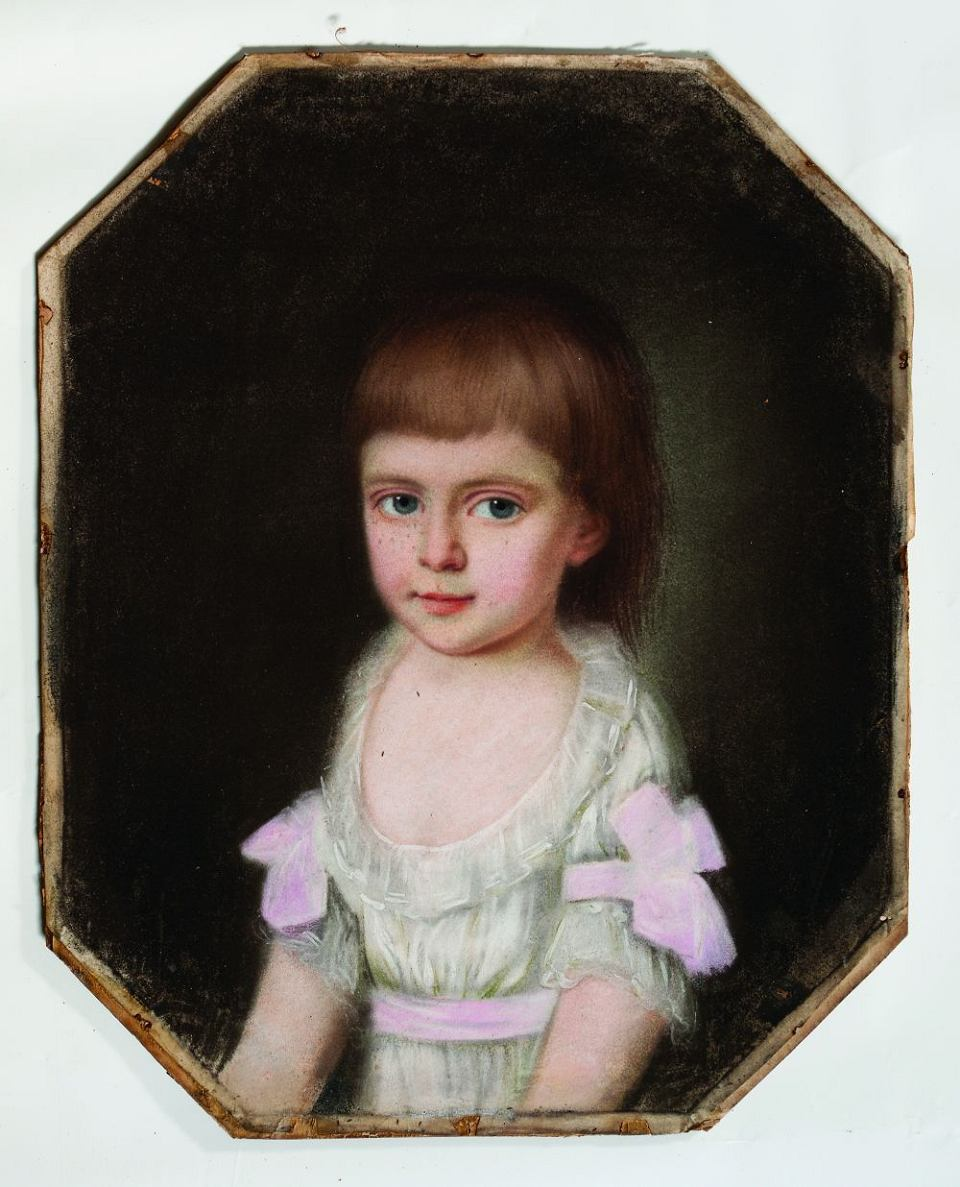
Anna Małgorzata Fergusson Tepper
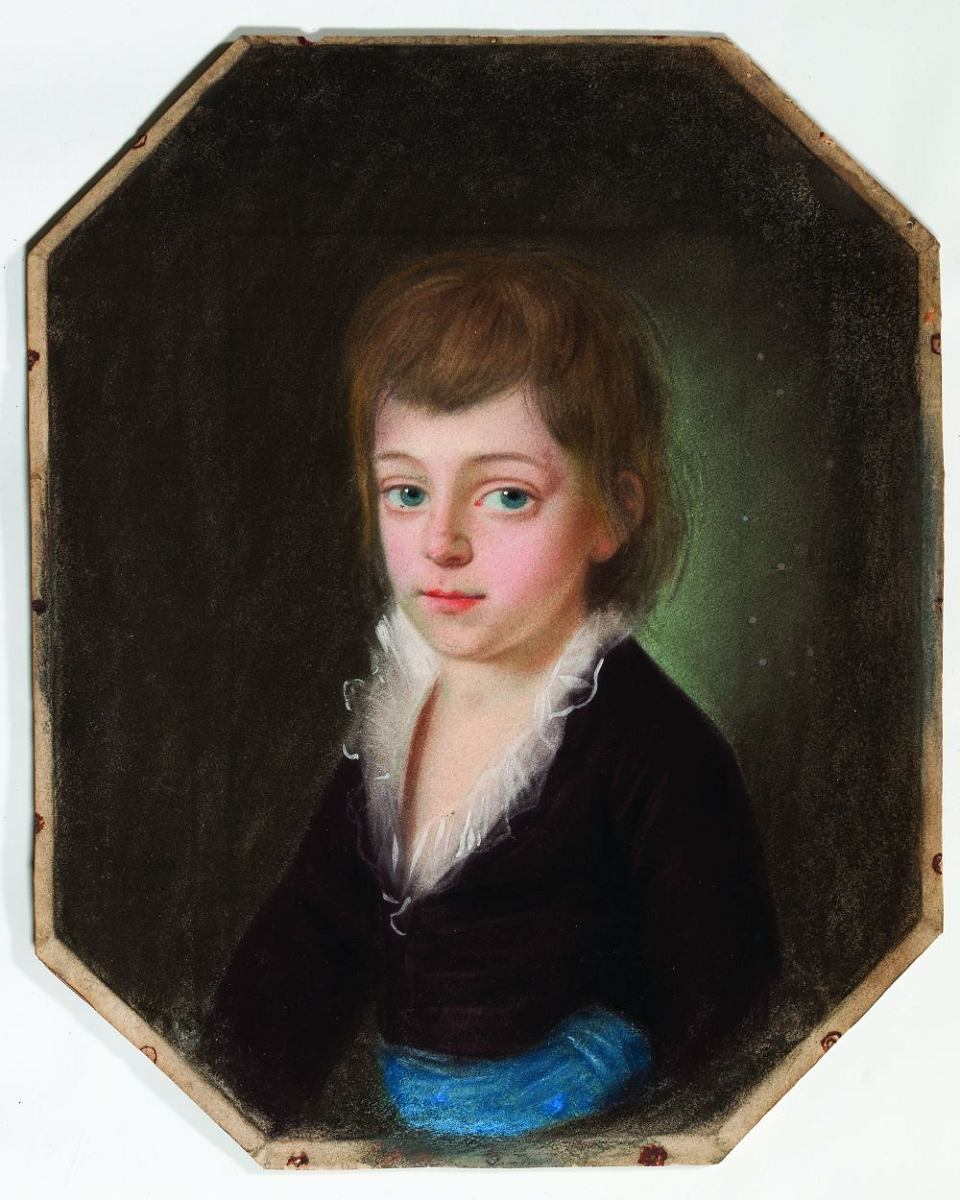
Daniel Fryderyk Fergusson Tepper
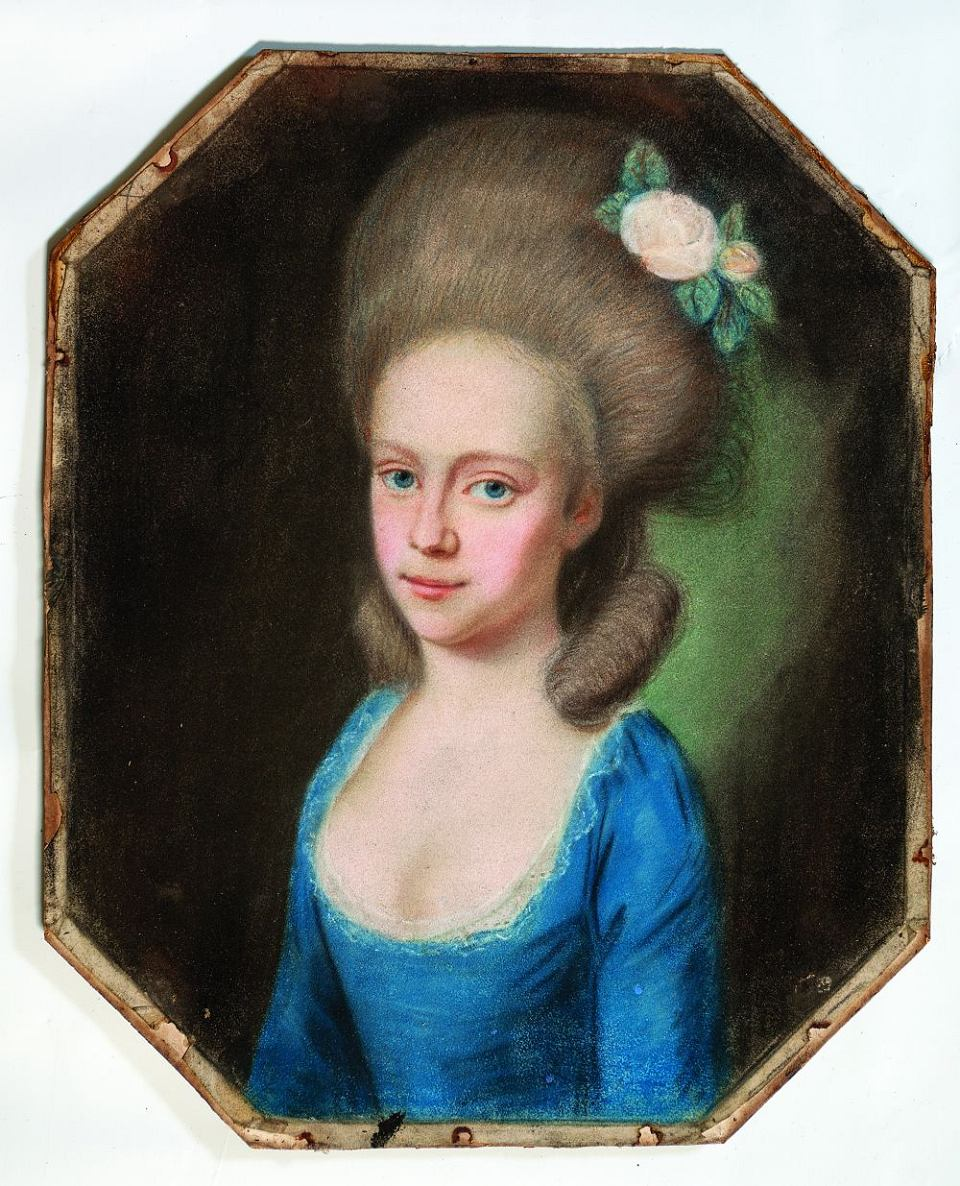
Karolina Róża Fergusson Tepper
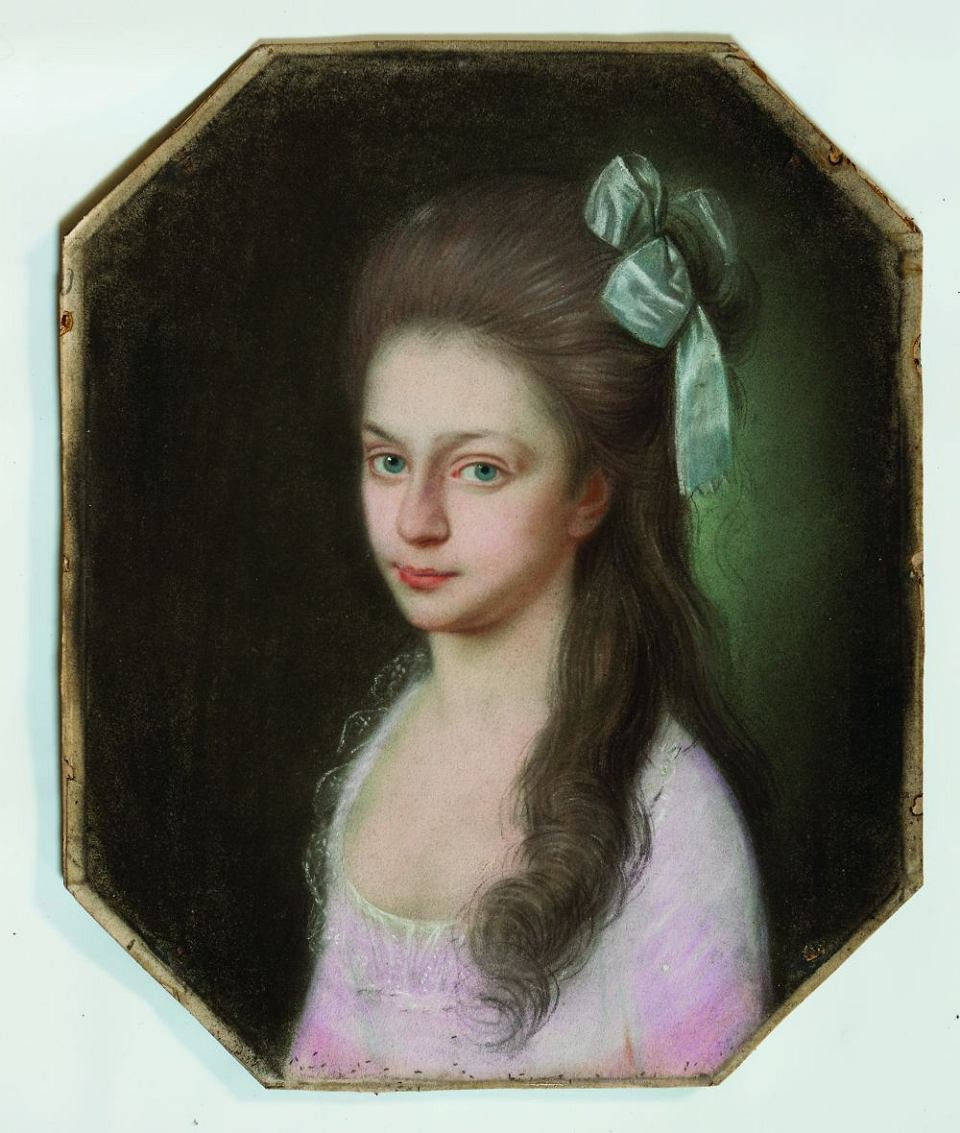
Elżbieta Dorota Fergusson Tepper